# イワン・ゴメス
イワン・ゴメス（Ivan Simãoda Cunha Gomes、1939年12月25日 - 1990年3月2日）は、ブラジルのバーリトゥードファイター兼プロレスラー。ヒールホールドに精通した最初のブラジル人。

## 来歴
カンピナ・グランデのファゼンダダスラヘスで生まれたゴメスは、父親のようにカウボーイになることが期待されていたが、指導者のタタに出会った後、武道のキャリアを開始。イワンは兄弟のホセとジャイルドとともに、ボクシングと柔術について訓練を受けている。彼は、アガタンジェロ・ブラガと義理の兄弟であるオスマー・「ビルソン」・ムージーニョ・デ・オリベイラ、柔道黒帯の矢野武雄 、またブラジリアン柔術専門家であるグラップラーでジョルジ・グレイシーの血統にあたるホセ・マリア・フレイレの下で学んた。矢野からはヒールホールドを教わる。21歳でブラガの下で黒帯となったゴメスも、レシフェのハヤシ・カワムラとパラー州・ベレンのサイトウ「マサイオシ」マサヨシらの下で正統な柔道スキルをさらに磨いたが、その直後にバーリトゥードのキャリアを開始した。

### バーリトゥードのキャリア
ゴメスは1950年代後半に人気を博し、ブラジルの北東部をカバーする『Ringues Torres』という名前のテレビ番組に登録し、後には『Bolsa aoVencedor』という名前の別の番組にも出演。ゴメスは何年にもわたって競技を支配し、最終的には1963年に悪名高いグレイシー一族のカーウソン・グレイシーとの対戦で注目を集める試合につながった。彼らは12月28日にレシフェで、ゴメスが体重ほぼ50ポンドのアドバンテージを持っていたと思われる条件で対戦した。ゴメスはグレイシーとのこの一戦を支配し、彼をグラウンド・アンド・ポンドで投げて何度も倒し叩き続けた。一方、カーウソンは彼が疲れた状態で攻撃を仕掛けてくるのを待つことになる。目撃者と専門の報道機関は満場一致でゴメスの優勢とみたが、試合は引き分けで終わることとなった。
戦いの後、カーウソンはルールについて不平を言い、ゴメスに再戦を提案させた。さらにグレイシー一族は、ゴメスがリオデジャネイロでフアレス・フェレイラを倒すことができれば譲歩することを約束したので、その後ゴメスは1分もかからずに肩車でフェレイラをノックアウトしたが、再戦の譲歩は許可されなかった。代わりに、グレイシーらは、ゴメスが二度と彼らに挑戦しないという条件で、カーウソンと一緒にアカデミーを開くようにゴメスに提案した。
1965年11月、第4回世界柔道選手権リオデジャネイロ大会が開催されていたときブラジルに有名な柔道家たちが滞在していたので、柔道よりもブラジリアン柔術の優位性を主張し、アントン・ヘーシンクら誰でもよいのでゴメスかカーウソンと戦うようにエリオがスポーツ誌で表明したが、誰も挑戦を受けなかった。
しかし、グレイシーらとのパートナーシップはすぐに解消された。彼の弟ホセは状況を次のように説明：「イワンはここで学べるものは何もないとしていましたが、もちろん現実はいろいろと教えていました。グレイシーはどこから学んだかとよく聞かれました。私たちが知っていることはすべて日本人から来たといつも言っていた。ジオ大森、矢野武雄、小野兄弟などから。カルロスとエリオは何かを発明したわけではない。そこに在った最高のグレイシーはジョルジ・グレイシーでした。彼はグレイシーを去り、主に矢野と小野兄弟の下で訓練を行っています。彼は一族で真のチャンピオンでした。」 
1968年、アカデミーを弟のジャイルドに譲渡した後、ゴメスはカンピナ・グランデに戻り、ヴァルデマー・サンタナやエウクリデス・ペレイラなどの競技者と出会い、バーリトゥードのキャリアを再開した。1974年にはBJJスタイルを教えるために別の学校を開始した。

### プロレスのキャリア
1974年12月、日本のプロレスプロモーションである新日本プロレスがブラジルをツアーしたとき、ゴメスはオーナーのアントニオ猪木にバーリトゥードでの挑戦表明を行った。猪木は代わりにゴメスに新日本のレスラーになることを提案。ゴメスは日本陣営が使用するキャッチ・レスリングのスタイルに興味を持ち、その申し出を受け入れた。ゴメスは彼らと一緒に日本で暮らし、猪木の下でレスリングのトレーニングをし、その見返りに他のレスラーに自身のスタイルを教えていく。ゴメスは藤原喜明、ドン荒川、大城大五郎と多くの前座試合を繰り広げ、常にトップに立った。
1976年、ブラジルを巡る新日本のツアー中に、ゴメスは8月7日にマラカナン・スタジアムでウィレム・ルスカとの対戦を行った。試合の結果と長さについての交渉は面倒であり、その結果両者間に緊張が生じていた。ミスター高橋が裁く試合中、ゴメスは強烈な張り手をルスカの顔面に見舞い、ルスカはパンチのコンビネーションをヒットさせて応戦。こうして試合は直後にシュートと化した。15kgの重量アドバンテージを享受したブラジル人は、ギロチンチョークでルスカを地面に引きずり下ろしたが、ルスカは体を預けてゴメスに乗せた。リングロープに巻き込まれた後、血まみれのゴメスがルスカの背中を捕らえ、背後からの裸絞めを試みた。ルスカはロープをつかんで高橋に行動を起こすよう合図した。ブラジル人はルスカを解放することを拒否し、審判は彼の体の大部分がロープの外にあるのを見て9分3秒、試合を終了させるためにカウントアウトを要求した。後に裸絞めが効果的かどうかについては論争がなされている。
群衆はゴメス敗戦の決定は誤りを犯したものと信じて暴動まで起こり始めたため、猪木が出てきて彼らを落ち着かせる。それでもブラジルでの影響は否定的であり、主催側は、ルスカがフォールしたわけではないことを認めたとしても、ゴメスの攻撃は反則でありルスカは勝利者と見なされるべきであるとコメントされた。日本側がルスカを勝者と見なした結果、リオデジャネイロの運動委員会は、高橋とルスカをブラジル国内すべてのスポーツ競技会から禁止とした。ゴメスはルスカとまた良好な状態であったときの乱闘で受けた攻撃のダメージで9針を縫う怪我を負って入院しなければならなくなるが、猪木はルスカに労を弔うために密かにボーナスを出したとされる。この試合の90秒の抜粋がNET（後のテレビ朝日）のワールドプロレスリングでも放送された。
ゴメスはツアーでは他にストロング小林と木戸修と2試合それぞれ行い、両方とも勝利した。これは新日本での最後の試合であった。

### 死
プロレスのスティントからブラジルに戻った後、ゴメスは引退し、専ら指導者になるが腎臓病のために1990年3月に亡くなる。